# Bulbophyllum setuliferum
Bulbophyllum setuliferum är en orkidéart som beskrevs av Jaap J. Vermeulen och Saw. Bulbophyllum setuliferum ingår i släktet Bulbophyllum och familjen orkidéer. Inga underarter finns listade i Catalogue of Life.